# The Kardashians
The Kardashians es una serie de telerrealidad estadounidense que se centra en la vida personal de la familia Kardashian-Jenner. La serie se estrenó el 14 de abril de 2022 en el servicio de streaming Hulu.
La serie se centra principalmente en las hermanas Kourtney, Kim y Khloé Kardashian y sus medias hermanas, Kendall y Kylie Jenner, y su madre, Kris Jenner. También presenta a las parejas actuales y exparejas, respectivamente, de las hermanas Kardashian, incluidos Travis Barker, Kanye West , Tristán Thompson y Scott Disick.

## Producción
El 8 de septiembre de 2020, la familia Kardashian-Jenner anunció que su serie de telerrealidad de larga duración, Keeping Up with the Kardashians, finalizaría en 2021. La serie había estado al aire desde 2007 y estuvo al aire durante 20 temporadas en el canal E! de NBCUniversal. La serie concluyó el 20 de junio de 2021.
En diciembre de 2020, durante el evento de presentación de inversores de Disney, se anunció que las hermanas Kardashian-Jenner, Kim, Kourtney y Khloé Kardashian, Kendall y Kylie Jenner, y su madre, Kris Jenner, habían firmado un acuerdo exclusivo de varios años para crear contenido global para Hulu. En octubre de 2021, se anunció que la productora británica Fulwell 73 produciría una serie sin título de las Kardashian-Jenner para Hulu. El 1 de enero de 2022, Hulu anunció el título de la serie.
La serie cuenta con la producción ejecutiva de Ben Winston, Danielle King, Emma Conway y Elizabeth Jones para Fulwell 73, Kris Jenner, Kim Kardashian, Kourtney Kardashian, Khloé Kardashian, Kendall Jenner y Kylie Jenner para Kardashian Jenner Productions y Ryan Seacrest. King también se desempeña como showrunner de la serie.
The Kardashians se estrenó el 14 de abril de 2022 en el servicio de streaming Hulu.  Antes de que la serie debutara, Hulu le dio luz verde para un lanzamiento de varias temporadas con un total de cuarenta episodios. Todas las temporadas constaron de diez episodios cada una y se estrenaron bianualmente. La segunda temporada se estrenó en septiembre de 2022. La tercera temporada se estrenó en mayo de 2023, seguida de la cuarta temporada en septiembre de ese año, y la quinta temporada en mayo de 2024. The Kardashians se renovó para una sexta y séptima temporada en julio de 2024.

## Reparto

### Principal
- Kris Jenner
- Kim Kardashian
- Kourtney Kardashian
- Khloé Kardashian
- Kendall Jenner

### Recurrente
- Kylie Jenner
- Travis Barker
- Corey Gamble
- Scott Disick
- Tristan Thompson
- Pete Davidson (Recurrente, temporada 2)

## Lanzamiento
La serie se estrenó el 14 de abril de 2022 en Hulu en los Estados Unidos; mientras que a nivel internacional la serie se lanzó simultáneamente en Disney+ bajo la sección Star y en Latinoamérica por la extinta Star+ como una serie original. 

## Episodios
| Temporada | Temporada | Episodios | Transmisión              | Transmisión             |
| Temporada | Temporada | Episodios | Inicio                   | Final                   |
| --------- | --------- | --------- | ------------------------ | ----------------------- |
|           | 1         | 10        | 14 de abril de 2022      | 23 de junio de 2022     |
|           | 2         | 10        | 22 de septiembre de 2022 | 24 de noviembre de 2022 |
|           | 3         | 10        | 25 de mayo de 2023       | 27 de julio de 2023     |
|           | 4         | 10        | 28 de septiembre de 2023 | 30 de noviembre de 2023 |
|           | 5         | 10        | 23 de mayo de 2024       | 25 de julio de 2024     |